# Mangrovie dell'Africa australe
Le mangrovie dell'Africa australe sono una ecoregione africana (codice ecoregione: AT1405) che comprende piccole aree di mangrovia sparse principalmente lungo la costa orientale del Sudafrica e, in misura minore, nella parte meridionale del Mozambico.

## Territorio
Le mangrovie di questa ecoregione sono le più meridionali di tutte le mangrovie esistenti. Si sviluppano prevalentemente nelle aree estuarine lungo la costa sudafricana della Provincia del Capo Orientale e del KwaZulu-Natal, favorite dalla  corrente di Agulhas, calda, proveniente dall'oceano Indiano.

## Flora
Le specie dominanti delle mangrovie di questa ecoregione sono Avicennia marina, Bruguiera gymnorrhiza e Rhizophora mucronata.

## Fauna

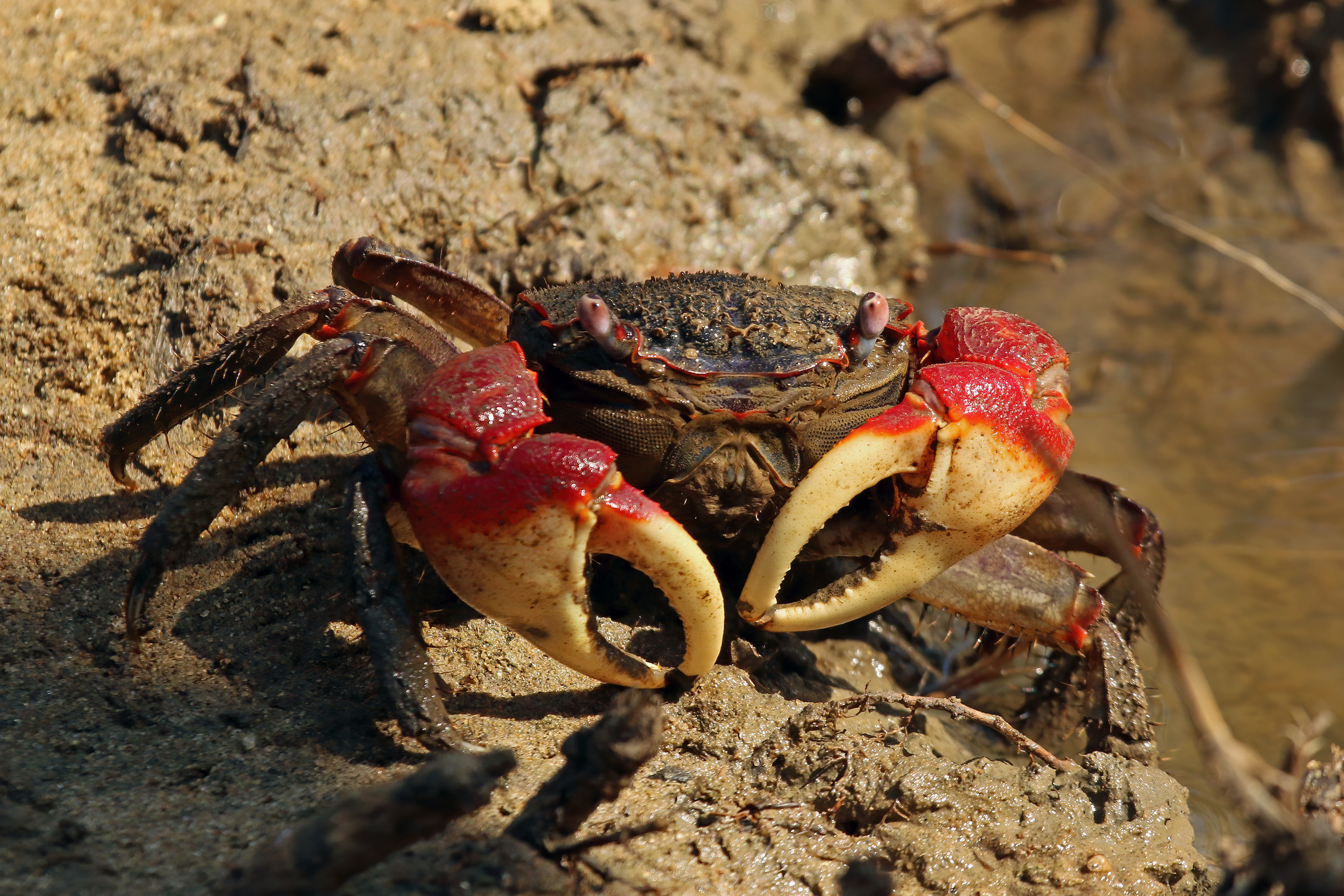
Granchio di terra rosso (Neosarmatium meinerti) presso l'iSimangaliso Wetland Park, Sudafrica

La mangrovie dell'Africa australe sono habitat per numerose specie di uccelli e siti di nidificazione per varie specie di tartarughe marine. Sono inoltre famose per la notevole biodiversità della fauna acquatica e bentonica.

## Conservazione
Di superficie ridotta e meno strutturate rispetto alle altre mangrovie africane, sono particolarmente vulnerabili alla pressione antropica.